# Bernard Challandes
Bernard Challandes (Le Locle, 26 juli 1951) is een Zwitsers voetbaltrainer, die zelf eveneens actief was als profvoetballer. Hij werd in 2009 uitgeroepen tot Zwitsers trainer van het jaar nadat hij met FC Zürich de landstitel had veroverd.
Challandes was sinds 28 februari 2014 bondscoach van Armenië en had eerder onder meer de Zwitserse clubs FC Zürich,  FC Sion en FC Thun onder zijn hoede. Hij trad aan als opvolger van Vardan Minasyan. Challandes maakte zijn debuut op de Armeense bank op 5 maart 2014, toen de Armenen in Krasnodar met 2-0 verloren van Rusland in een vriendschappelijke interland. Een jaar later werd zijn arbeidsovereenkomst ontbonden.

## Erelijst

### Als trainer-coach
FC Zürich
- Zwitsers landskampioen

2009
 FC Sion
- Zwitserse voetbalbeker

2011

##### Indivueel
Trainer van het jaar (Zwitserland)2009

## Trivia
Bernard Challandes's zoon, Mehdi Challandes, is ook profvoetballer geweest.